# Самгурали
«Самгурали» (груз. ს.კ. სამგურალი წყალტუბო) — грузинский футбольный клуб из города Цхалтубо, основанный в 1945 году. С 2020 года выступает в Эровнули лиге, высшем эшелоне грузинского футбола. Домашние матчи проводит на стадионе «26 мая», вмещающем 3500 человек.

## История
Клуб был официально основан в 1945 году под названием «Медик». Наибольших успехов цхалтубская команда добилась в 1980-х годах.
В период с 1983 по 1989 годы под названием «Шадревани» команда трижды становилась чемпионом первенства Грузинской ССР, один раз заняла итоговое второе место и один раз завоевала бронзовые медали.
С появлением независимого Чемпионата Грузии в 1990 году высшим достижением клуба стало 4-е место в турнирной таблице, которое коллектив занял в 1993 году.
В сезоне 2001/02 «Самгурали» выбыл в Лигу 2, где стабильно отыграл до 2019 года. После 18-летнего перерыва клубу, наконец, удалось вернуться в элиту в 2020 году, заняв 2-е место во второй по силе лиге.
Под возвращение в высший дивизион клуб сменил свой тренерский штаб: вместо Амирана Варданидзе команду возглавил Самсон Пруидзе.

## Текущий состав
| Номер | Игрок               | Страна                    | Позиция      |
| 1     | Максим Квилитайя    | Флаг Грузии               | Вратарь      |
| 28    | Кахабер Мешвелиани  | Флаг Грузии               | Вратарь      |
| 12    | Мурман Сванидзе     | Флаг Грузии               | Вратарь      |
| 4     | Омар Патаркацишвили | Флаг Грузии               | Защитник     |
| 25    | Шалва Буржанадзе    | Флаг Грузии               | Защитник     |
| 20    | Леван Курдадзе      | Флаг Грузии               | Защитник     |
| 23    | Гиорги Тевзадзе     | Флаг Грузии               | Защитник     |
| 15    | Ника Каландаришвили | Флаг Грузии               | Защитник     |
| 27    | Тедо Кикабидзе      | Флаг Грузии               | Защитник     |
| 2     | Ушанги Бандзеладзе  | Флаг Грузии               | Защитник     |
| 13    | Илия Ахвледиани     | Флаг Грузии               | Защитник     |
| 5     | Лукман Гилмор       | Флаг Нигерии              | Полузащитник |
| 6     | Юсуф Туре           | Флаг Кот-д’Ивуара         | Полузащитник |
| 9     | Папуна Пониава      | Флаг Грузии               | Полузащитник |
| 10    | Демур Чихладзе      | Флаг Грузии               | Полузащитник |
| 11    | Давит Киркитадзе    | Флаг Грузии               | Полузащитник |
| 21    | Ираклий Леквтадзе   | Флаг Грузии               | Полузащитник |
| 22    | Григол Долидзе      | Флаг Грузии               | Полузащитник |
| 18    | Рафик Амину         | Флаг Ганы                 | Нападающий   |
| 32    | Леван Грдзелидзе    | Флаг Грузии               | Нападающий   |
| 7     | Серго Кухианидзе    | Флаг Грузии               | Нападающий   |
| 17    | Александр Верулидзе | Флаг России · Флаг Грузии | Нападающий   |